# Claudio Meldolesi
Claudio Meldolesi (Roma, 30 maggio 1942 – Bologna, 11 settembre 2009) è stato un drammaturgo e critico teatrale italiano.

## Biografia
Diplomato nel 1963 come attore all'Accademia nazionale d'arte drammatica, fondò il Teatro Scelta insieme a Carlo Cecchi e Gian Maria Volonté. Come attore partecipò anche a due film di Luca Maria Patella nel 1967: Terra animata e Chi mi pettina?
Dopo la laurea nel 1966 fu assistente di Giovanni Macchia alla Sapienza - Università di Roma e poi docente a Pescara e al DAMS di Bologna, dove insegnò "Drammaturgia" per diversi anni. Fu anche accademico dei Lincei.
Studioso di storia del teatro e animatore di eventi legati al settore, promosse attività teatrale anche nelle carceri. Suoi studi importanti sono sul teatro italiano del dopoguerra, Bertolt Brecht, Gustavo Modena, Dario Fo, Carmelo Bene e il lavoro dell'attore teatrale dal Settecento al Novecento.
Ha scritto con Renato Carpentieri il testo teatrale Negli spazi oltre la luna. Stramberie di Gustavo Modena, rappresentato nel 1983 a La Soffitta, Bologna.
Nel 1969 si è sposato con Laura Mariani, storica del teatro e storica delle donne.
Fu tra i fondatori nel 1986 della rivista "Teatro e Storia", del "Centre de dramaturgie" di Parigi e di altre istituzioni; collaborò anche con l'ISTA e con il Centro per la sperimentazione e la ricerca teatrale di Pontedera.

## Opere
- Agathe Sticotti attrice virtuosa, Venezia: Stamperia di Venezia, 1967
- Gli Sticotti. Comici italiani nei teatri d'Europa del Settecento, Roma: Edizioni di storia e letteratura, 1969
- Profilo di Gustavo Modena. Teatro e rivoluzione democratica, Roma: Bulzoni, 1971
- Spettacolo feudale in Sicilia. Testi e documenti, Palermo: Flaccovio, 1973
- Diderot e noi. L'attore come centro del problema, in "Problemi del linguaggio teatrale", a cura di Alberto Caracciolo, Genova, 1974
- Su un comico in rivolta. Dario Fo, il bufalo, il bambino, Roma: Bulzoni, 1978
- Immagini del teatro italiano 1945-1955 (con Alessandro D'Amico e 300 fotografie di Gastone Bosio), Roma: Bulzoni, 1980
- Il campiello, il cortile e il Pasquino Colombo, in "Critica testuale ed esegesi del testo", studi in onore di Marco Boni, 1, Bologna: Patron, 1983
- La poesia dell'attore ottocentesco, in "Quaderni di teatro", 21/22, 1983
- Fondamenti del teatro italiano. La generazione dei registi, Firenze: Sansoni, 1984; Roma: Bulzoni, 2008 ISBN 978-88-7870-358-2
- Ai confini del teatro e della sociologia, in "Teatro e Storia", 1, 1986
- Fra Totò e Gadda. Sei invenzioni sprecate dal teatro italiano, Roma: Bulzoni, 1987
- Brecht regista. Memorie dal Berliner Ensemble (con Laura Olivi), Bologna: il Mulino, 1989 ISBN 978-88-15-02110-6
- Teatro e spettacolo nel primo Ottocento (con Ferdinando Taviani), Roma-Bari: Laterza, 1991, 1995 ISBN 978-88-420-3793-4
- Introduzione a Sergio Colomba, Assolutamente moderni. Figure, temi e incontri nello spettacolo del Novecento, Bologna: Nuova alfa, 1993 ISBN 88-7779-391-0
- L'interazione teatrale: l'attore e il dramaturg, in "Drammaturgia", a cura di Siro Ferrone, 1, 1994
- Introduzione a Augusto Boal, L'arcobaleno del desiderio, Molfetta: La meridiana, 1994 ISBN 88-85221-41-6
- cura con Arnaldo Picchi e Paolo Puppa di Passione e dialettica della scena. Studi in onore di Luigi Squarzina, Roma: Bulzoni, 1994 ISBN 88-7119-723-2
- Jerzy Grotowski. Maestro laureato, in "Drammaturgia", a cura di Siro Ferrone, 5, 1998
- L'età degli avventi romantici in Italia, in Roberto Alonge e Guido Davico Bonino, Storia del teatro moderno e contemporaneo, vol. 2, Torino: Einaudi, 2000 pp. 565–609
- Premessa a Fabrizio Cruciani, Registi pedagoghi e comunità teatrali nel Novecento (e scritti inediti), Roma: Editoria & spettacolo, 2006
- Postfazione a Walter Orioli, Il gioco serio del teatro, Diegaro di Cesena: Macro, 2007 ISBN 88-7507-829-7
- (con Renata M. Molinari) Il lavoro del dramaturg: nel teatro dei testi con le ruote dalla Germania all'area italofrancese, nella storia e in un percorso professionale, Milano: Ubulibri, 2007 ISBN 978-88-7748-299-0
- cura con Piero Ferrarini di Luciano Leonesi maestro di teatro a Bologna, premessa di Dario Fo, Roma: Bulzoni, 2008 ISBN 978-88-7870-334-6
- cura con Bruna Gambarelli di Laminarie, Tragedia e fiaba. Il teatro di Laminarie 1996-2008, Corazzano: Titivillus, 2008 ISBN 978-88-7218-238-3
- Grotowski 2009, in "Teatro e storia", 23, 2009
- cura di La terza vita di Leo. Gli ultimi vent'anni del teatro di Leo de Berardinis a Bologna, Corazzano: Titivillus, 2010 ISBN 978-88-7218-270-3
- Pensare l'attore, a cura di Laura Mariani, Mirella Schino e Ferdinando Taviani, Roma: Bulzoni, 2013 ISBN 978-88-7870-833-4
- Brecht regista. Memorie del Berliner Ensemble, con Laura Olivi, traduzione di Marco De Marinis, Bologna, Cue Press, 2015. ISBN 9788898442577.